# ダルコ・チョハダレヴィッチ
ダルコ・チョハダレヴィッチ（Darko Cohadarevic、1986年3月7日 - ）は、セルビア出身のバスケットボール選手である。身長205cm、体重115kg。ポジションはパワーフォワード/センター。

## 来歴
カンザス州のSeward County Community Collegeでプレーした後、2008年にテキサス工科大学に進学した。
2010年、テキサス工科大学卒業後、ギリシャA1バスケットボールリーグのAEKアテネ、イリシアコスBC、スロベニアバスケットボールプレミアリーグのKK Zlatorogラーシュコでプレーした。その後、ニュージーランドリーグのHawke's Bay Hawksに入団。
2013年8月、bjリーグの群馬クレインサンダーズと契約を結んだ。
グルジアスーパーリーガのBCクタイシ、キプロスバスケットボールディビジョン1のAEKラルナカでもプレーした経験がある。
群馬では中心選手として活躍するも2014年1月27日に契約解除となる。1月30日、同じbjリーグに所属する大阪エヴェッサとの契約締結が発表された。